# Райхель Оксана Миколаївна
Оксана Миколаївна Райхель (24 лютого 1977, Запоріжжя) — українська гандболістка, призер Олімпійських ігор.

## Біографія
Вихованка тренерів Ольги Горшкової та Сергія Черкеза (Запоріжжя).
2000 року закінчила Бердянський державний педагогічний інститут. 
Грала за клуби «Мотор» (Запоріжжя), «Кометал», Скоп'є, Північна Македонія.
Заслужений майстер спорту України, 7-разовий чемпіон України, чемпіон Європи серед молоді 1994 р., фіналістка Супер кубка 2001 року, чемпіонка Македонії 2004, 2005, 2006 р.р. та володарка Кубка Македонії цих років.
Олімпійську медаль вона виборола на афінській Олімпіаді в складі збірної України з гандболу.

## Титули та досягнення

### Державні
- Орден княгині Ольги III ступеня (2004 р.)
- Почесна грамота Кабінету Міністрів України